# San Nicola Baronia
San Nicola Baronia è un comune italiano di 754 abitanti della provincia di Avellino in Campania.

## Geografia fisica

### Territorio
Ubicato nell'alta valle dell'Ufita, il comune è situato al centro della Baronia, nel settore nord-est dell'Irpinia lungo l'ex strada statale 91 della Valle del Sele.

## Storia
Citato come Sancto Nicola a Ripa, anticamente godeva di indipendenza amministrativa e divenne casale di Castel Baronia quando fu infeudato a Federico I di Napoli, secondogenito di Ferdinando I: questi, il 17 novembre 1487 lo diede in suffeudo al suo segretario, Oto Mancini, e la famiglia lo tenne come baronia fino al conte Pasquale Stanislao Mancini (Napoli, 1888 - ivi, 1924), 10º marchese di Fusignano e 11º barone del Casale di San Nicola a Ripa, nipote e omonimo del grande giurista. In seguito passò, come baronia di San Nicola, a Consalvo de Cordova (1515), al duca d'Aponte, ai Cavaniglia e ai Caracciolo di San Vito.
Nell'Ottocento, dopo la cessazione dei vincoli feudali, il comune ha fatto parte del circondario di Castelbaronia ricadente nel distretto di Ariano nell'ambito del Principato Ultra all'interno del Regno delle Due Sicilie. In epoca postunitaria San Nicola Baronia fu parte del mandamento di Castelbaronia nell'ambito del circondario di Ariano di Puglia all'interno della provincia di Avellino. Il borgo rimase gravemente danneggiato dal terremoto del 1930.

### Simboli
Lo stemma e il gonfalone sono stati concessi con DPR del 12 ottobre 1985.
Stemma
Gonfalone

## Monumenti e luoghi d'interesse

### Architetture religiose
- Chiesa della Santissima Annunziata

## Società

### Evoluzione demografica
Abitanti censiti

## Amministrazione

### Altre informazioni amministrative
Il comune fa parte della Comunità montana dell'Ufita.